# David Eisenhower
Dwight David Eisenhower II, né le 31 mars 1948, est un auteur américain, spécialiste de la politique publique, professeur de l'université de Pennsylvanie et l'éponyme de la résidence présidentielle américaine de Camp David. Il est le petit-fils du président Dwight D. Eisenhower et de la première dame Mamie Eisenhower, et le gendre du président Richard Nixon et de la première dame Pat Nixon.

## Jeunesse

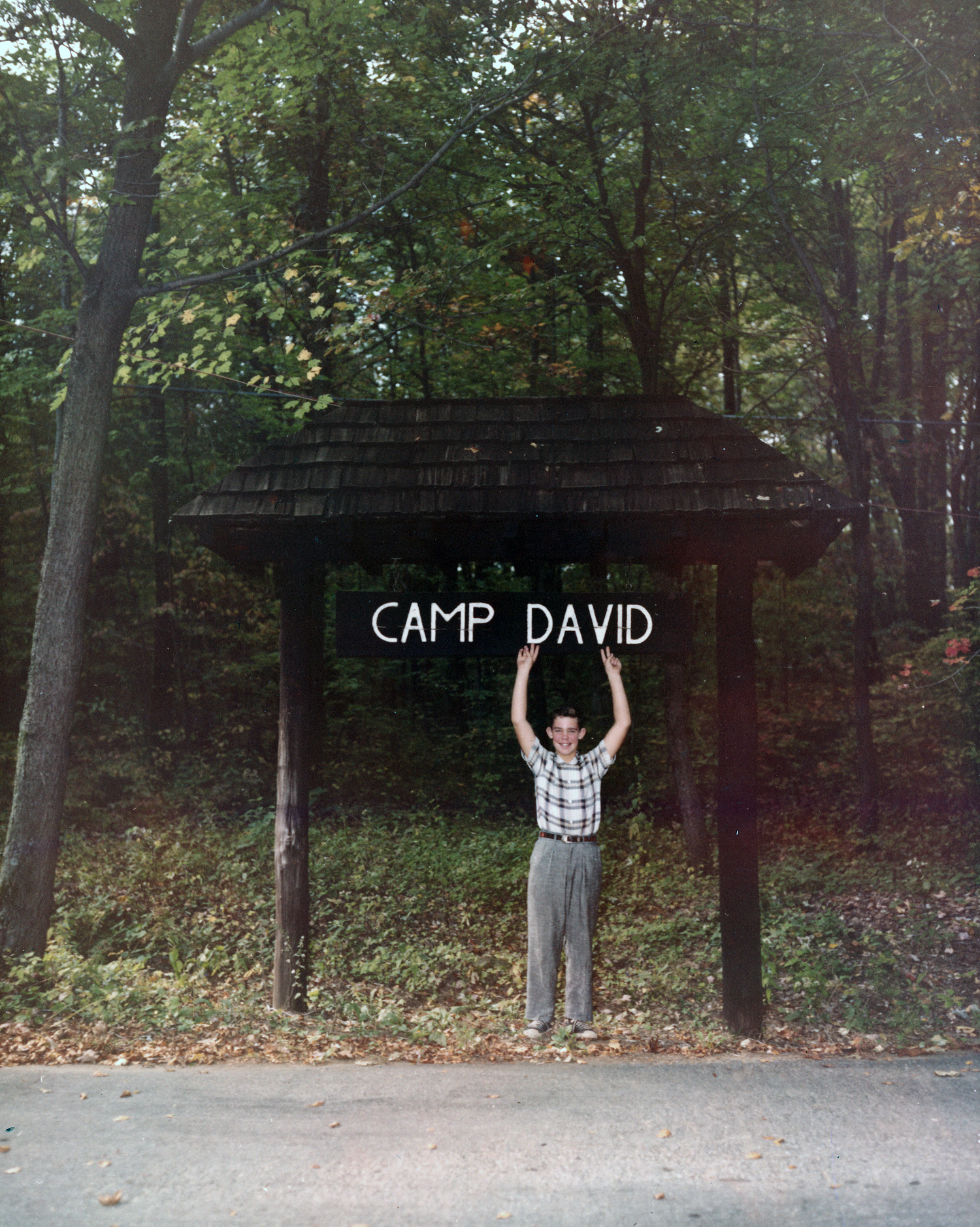
David Eisenhower (12 ans) pose avec un panneau à la résidence présidentielle qui porte son nom, 1960.

Dwight David Eisenhower II, plus connu sous le nom de David, est nommé d'après son grand-père, Ike. Il naît le 31 mars 1948 à West Point, dans l'État de New York, de Barbara (Thompson) et John Eisenhower (en), aîné de quatre enfants. Son père est un officier de l'armée américaine et son grand-père est Dwight D. Eisenhower, futur président des États-Unis et ancien commandant suprême des forces expéditionnaires alliées en Europe pendant la Seconde Guerre mondiale.
Son père est général de brigade dans la réserve de l'armée américaine, ambassadeur des États-Unis en Belgique (1969-1971) et historien militaire renommé. Son grand-père devient président de l'université de Columbia (1948-1953), puis le 34e président des États-Unis (1953-1961). Après avoir accédé à la présidence en 1953, le président Eisenhower rebaptise la retraite présidentielle en montagne, anciennement Camp Shangri-La, Camp David, du nom de son petit-fils.

## Éducation et carrière
Eisenhower est diplômé de la Phillips Exeter Academy en 1966. Il étudie au Amherst College en 1970( Bachelor of Arts degree in history cum laude ). Après l'université, il sert pendant trois ans comme officier dans la réserve navale des États-Unis. Pendant cette période, il est affecté à l'USS Albany en mer Méditerranée. Il obtient ensuite son diplôme de J.D. cum laude à la faculté de droit de l'université George-Washington en 1976.
Il est identifié à l'administration Nixon, lorsqu'il accepte la demande d'assister aux funérailles de Dan Mitrione en 1970, l'agent dont les activités de formation de la police uruguayenne aux techniques de torture, rendues publiques par la suite, suscitent une profonde controverse. Il est aujourd'hui professeur adjoint et chargé de mission en politique publique à l'Annenberg School for Communication de l'université de Pennsylvanie, auteur et coprésident de l'institut d'histoire pour les enseignants de l'institut de recherche en politique étrangère. De 2001 à 2003, il est rédacteur en chef de la revue Orbis (en) publiée par l'institut de recherche.
Il est finaliste du prix Pulitzer en histoire en 1987 pour son ouvrage « Eisenhower At War, 1943-1945 », sur le leadership des Alliés pendant la Seconde Guerre mondiale.
Il est l'hôte d'une série télévisée publique intitulée « The Whole Truth with David Eisenhower », distribuée par American Public Television (en).

## Vie privée

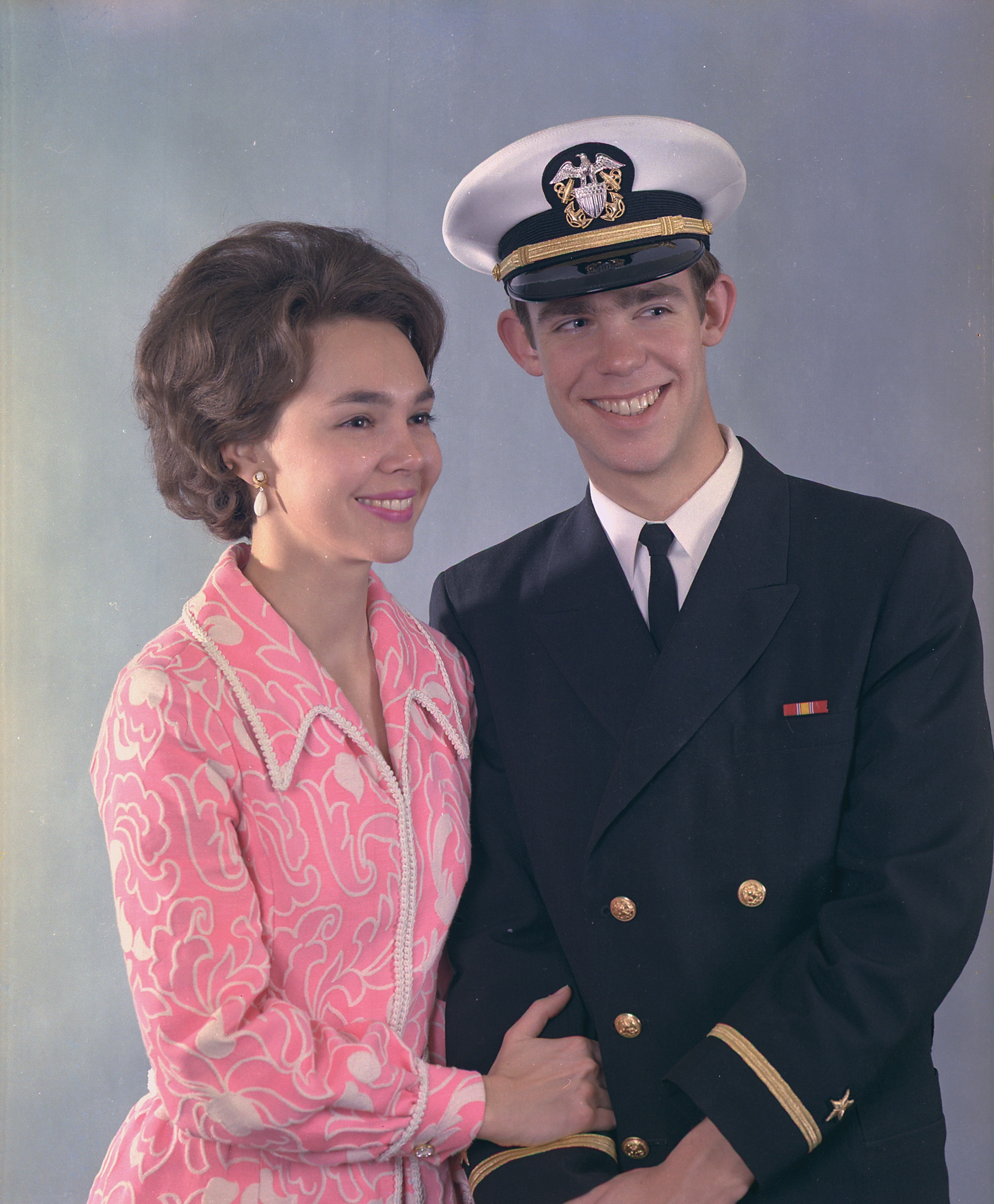
Julie et David Eisenhower en 1971

Le 22 décembre 1968, Eisenhower épouse Julie Nixon, fille du président élu de l'époque, qui a été vice-président de Dwight Eisenhower. Le couple se connaît depuis leur rencontre à la Convention nationale républicaine de 1956. Le révérend Norman Vincent Peale célèbre le rite non confessionnel à la collégiale Marble de New York. Le témoin d'Eisenhower est le futur acteur de La croisière s'amuse et membre du Congrès américain Fred Grandy.
David Eisenhower est l'escorte civile de Julie Nixon lorsqu'elle est présentée en tant que débutante à la haute société lors du prestigieux International Debutante Ball à l'hôtel Waldorf-Astoria de New York en 1966. De nombreux autres membres des familles Eisenhower et Nixon sont présentés comme débutants à l'International Debutante Ball, y compris leur fille Jennie (en).
Eisenhower et sa femme Julie vivent à Berwyn, en Pennsylvanie. Ils ont trois enfants : l'actrice Jennie Elizabeth Eisenhower (née en 1978), Alexander Richard Eisenhower (né en 1980) et Melanie Catherine Eisenhower (née en 1984).

## Dans la culture populaire
Eisenhower, en raison de ses liens avec Julie et le président Nixon, est l'une des sources d'inspiration de la chanson Fortunate Son (1969) de Creedence Clearwater Revival,. L'auteur et chanteur de la chanson, John Fogerty, écrit :

« Fortunate Son n'est pas vraiment inspiré par un événement particulier. Julie Nixon sort avec David Eisenhower. On entend parler du fils de tel sénateur ou de tel membre du Congrès qui a obtenu un sursis militaire ou un poste de choix dans l'armée. Ils semblent privilégiés et, qu'ils le veuillent ou non, ces gens sont symboliques dans le sens où ils ne sont pas touchés par ce que font leurs parents. Ils ne sont pas affectés comme le reste d'entre nous. »

Dans le film satirique de 1976 Tunnel Vision, David Eisenhower est identifié comme président des États-Unis dans l'année future de 1985.

## Ouvrage
- (en) David Eisenhower, Eisenhower at war, 1943-1945, Random House, 1986 (ISBN 0-394-41237-0 et 978-0-394-41237-5, OCLC 7554526, lire en ligne).